# Mālik ibn Anas
Abū ʿAbdallāh Mālik ibn Anas al-Asbahī (arabisch مالك بن أنس بن مالك بن أبي عامر الأصبحي, DMG Abū ʿAbdallāh Mālik b. Anas b. Mālik b. Abī ʿĀmir al-Aṣbaḥī; geb. um 711 (zwischen 708 und 715) in Medina; gest. 795 ebenda) ist der Begründer einer der Rechtsschulen des Islam und Namensgeber der malikitischen Jurisprudenz. Es spricht alles dafür, dass Mālik zum Zeitpunkt seines Todes der berühmteste medinensische Jurist war.
Māliks Lebenswerk als Grundlage der malikitischen Jurisprudenz ist al-Muwattaʾ / الموطأ / al-Muwaṭṭaʾ / ‚Der geebnete Pfad‘, ein Werk, das in unterschiedlichen Rezensionen seiner Schüler erhalten ist. Māliks Verdienst in der Entwicklungsgeschichte der islamischen Jurisprudenz liegt vor allem darin, dass er bestrebt war, zwischen dem überlieferten Ḥadīth-Material vor allem medinensischen Ursprungs und der in Medina allgemein bekannten Rechtspraxis (ʿamal ahl al-Madīna / sunnat ahl al-Madīna) vermittelnd einzutreten. Allerdings tendiert er dazu, der Rechtspraxis den Vorrang einzuräumen.

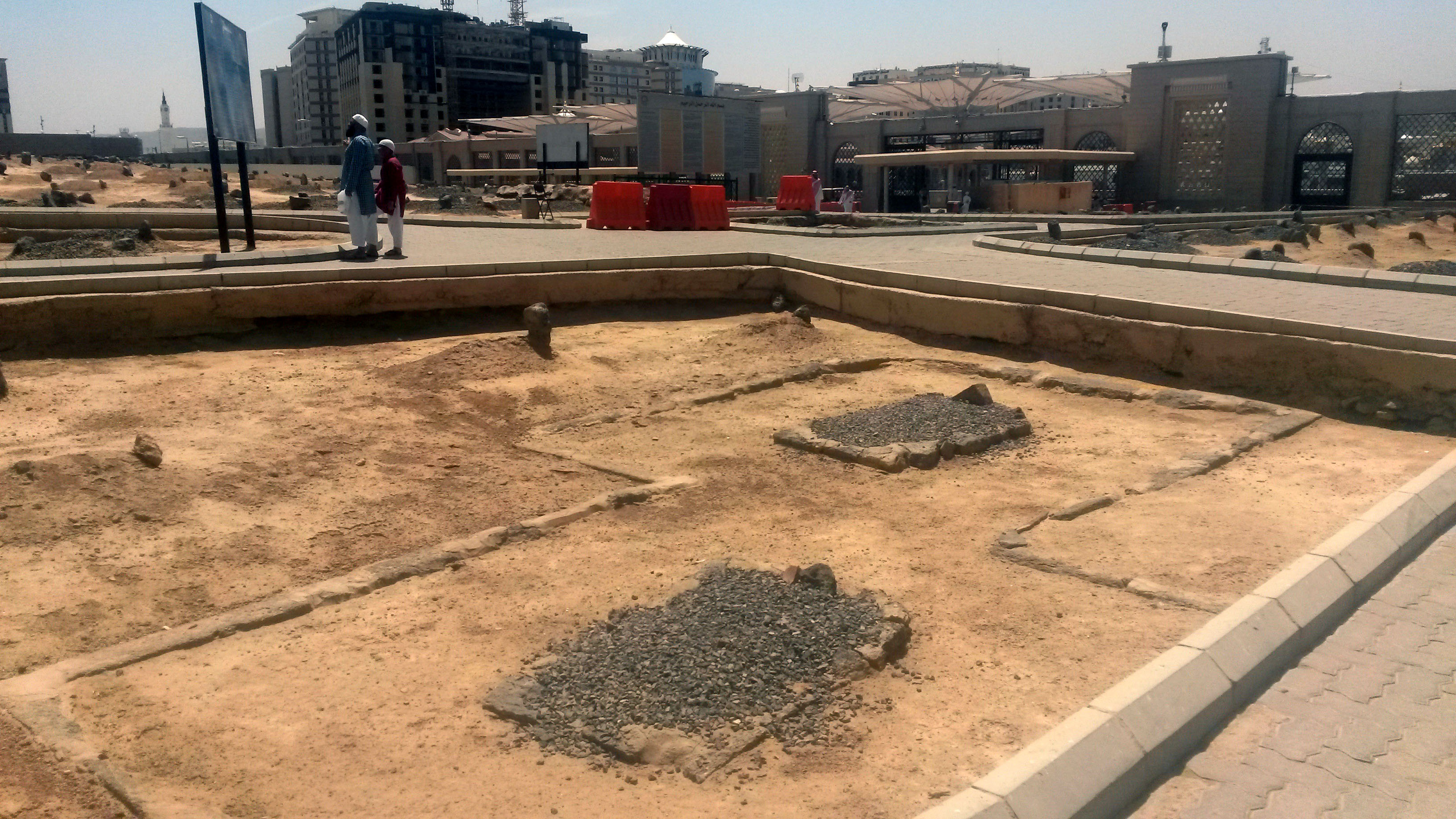
Grab des Malik ibn Anas im Baqīʿ al-Gharqad

## Leben
Mālik ibn Anas entstammte einer jemenitischen Familie, die sich vor Māliks Geburt in Medina angesiedelt hatte. Er studierte bei Ibn Hurmuz, Nāfiʿ, Ibn Schihāb az-Zuhrī, und Rabīʿa b. Abī ʿAbd ar-Rahmān und verbrachte sein ganzes Leben in seinem Geburtsort Medina mit Studium, Lehrtätigkeit und – wie einige seiner Zeitgenossen auch – der Erteilung von Rechtsgutachten. Die Quellen, auf die er in seinen Schriften zurückgreift, sind größtenteils medinensischer, zum Teil aber auch mekkanischer Provenienz.

## Werke

### al-Muwaṭṭaʾ

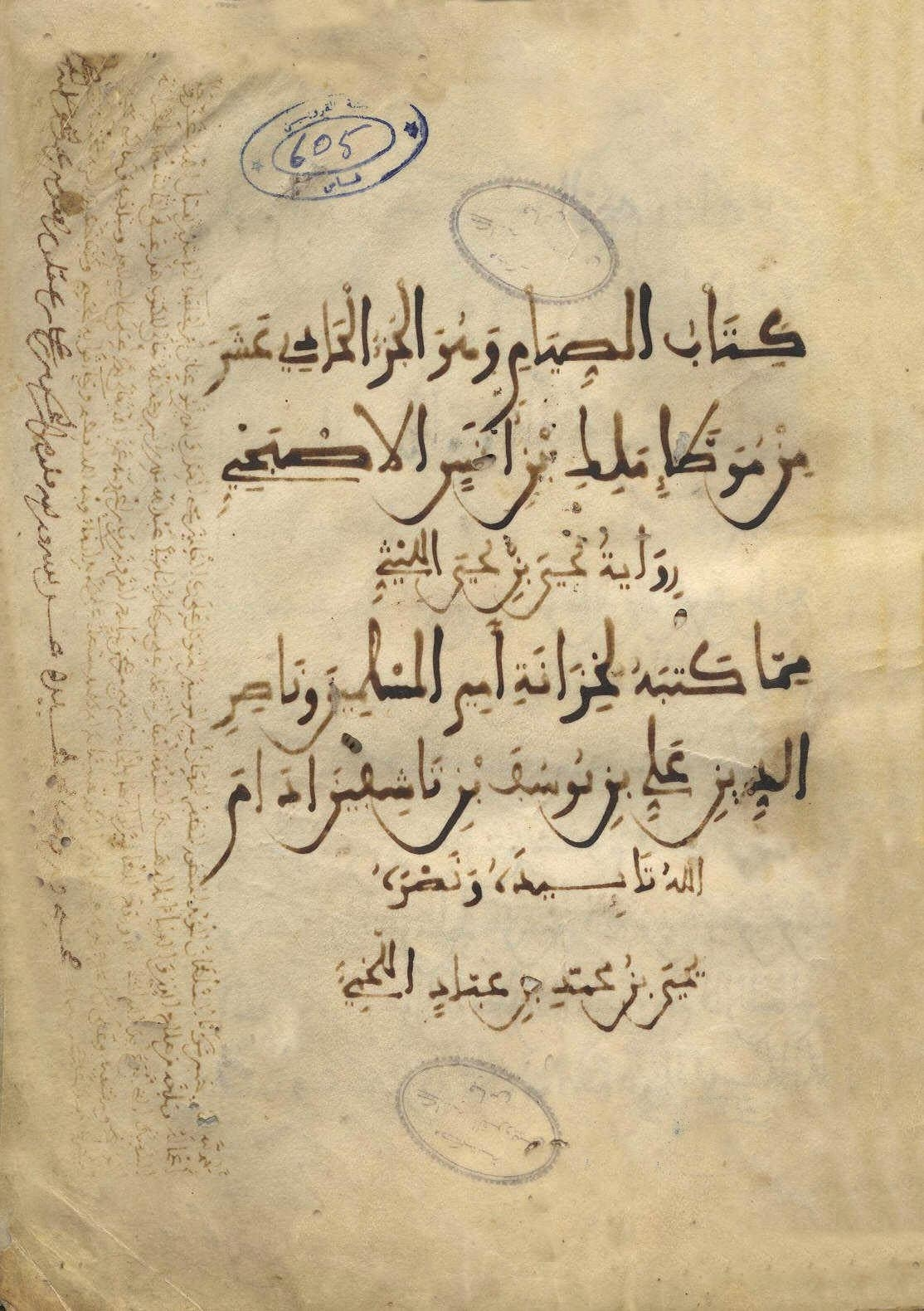
Titelblatt zum Buch des Fastens aus dem Muwaṭṭaʾ auf Pergament. Hergestellt für die Privatbibliothek von Ali ibn Yusuf ibn Taschfin in Marrakesch im Jahr 1107

Al-Muwatta (arabisch الموطأ, DMG al-Muwaṭṭaʾ ‚Der geebnete Pfad‘) ist das Hauptwerk von Mālik ibn Anas und bietet eine systematische Darstellung des islamischen Ritus und Gesetzes auf der Grundlage des Gewohnheitsrechts von Medina. In seinen Muhammedanischen Studien bezeichnet Ignaz Goldziher das Werk eher als ein corpus iuris, kein corpus traditionum (also als eine Gesetzessammlung, keine Sammlung von Traditionen). Mālik machte darin den juristischen Konsens (idschma) bzw. die überkommene Rechtspraxis der Medinenser stark.
Dennoch stand das zur Zeit Māliks bekannte Hadīth-Material stets im Spannungsfeld zwischen Traditionalismus und der allgemein akzeptierten Rechtspraxis. Selbst im Muwaṭṭaʾ tritt der Ḥadīth zugunsten der medinensischen Rechtspraxis in den Hintergrund. Die Sunna der Medinenser, die nicht zwangsläufig mit der Prophetensunna identisch ist, ist wegweisende Argumentationsgrundlage bei der Rechtsfindung, denn selbst Mālik soll Propheten-Ḥadīthe, die im Widerspruch zur Rechtspraxis (ʿamal) der Medinenser standen, ignoriert haben. Der deutsche Orientalist Joseph Schacht hat diese Methode der Rechtsfindung durch die Analyse der Polemik Asch-Schāfiʿīs gegen Mālik eingehend diskutiert.
„Der Ḥadīṯ ist somit für Mālik keineswegs die höchste Autorität; seine Neigung zur selbständigen Rechtsansicht (Ra'y) ist in der medinensischen Gesetzgebung unumstritten. Zahlreiche Schüler von ihm und auch spätere Anhänger seines Maḏhab zeichneten sich gerade dadurch aus, daß sie dem Raʾy Māliks und nicht dem Ḥadīṯ folgten.“
Mālik war nicht der erste, der in Medina ein juristisches Werk verfasste. Sein älterer Zeitgenosse al-Mādschischūn († 780), dessen Wirken bei der Gestaltung der medinensischen Jurisprudenz bereits Ignaz Goldziher mit dem Œuvre Māliks verglichen hatte, gilt ebenfalls als Verfasser eines Rechtswerkes, dessen Fragmente – aufgezeichnet in der Mitte des 9. Jahrhunderts – vor einigen Jahren entdeckt und beschrieben worden sind. Goldzihers Beobachtungen finden in der Struktur der aufgefundenen Fragmente ihre Bestätigung:

„es wurde in demselben (al-Mādschischūns Buch) nur die Lehre, das Gesetz nach dem medinensischen Consensus vorgetragen, ohne die Traditionen anzuführen, welche als Stütze der Lehre dienen können.“

### Andere Schriften
Die einschlägigen Biographien der Malikiten nennen weitere Schriften, die Mālik angeblich verfasst haben soll und die gegenwärtig nur aus Zitaten oder Erwähnungen in späteren Werken der Rechtsschule bekannt sind:
- Sein Sendschreiben an den Kalifen Hārūn ar-Raschīd الرسالة الى هارون الرشيد / ar-Risāla ilā Hārūn ar-Rašīd, liegt u. a. in einer andalusischen Überlieferung vor. Der im Jahre 1954 (Kairo) im Druck erschienene Text von fünfundzwanzig Seiten geht auf eine Abschrift zurück, die im Dezember 1031 in Ramla als Unterrichtsmaterial diente. Das Schreiben enthält moralische Ermahnungen und juristische Ratschläge an den Kalifen.[23]
- Sein Sendschreiben an die Richterämter Risāla fī al-aqdiya / رسالة في الأقضية / Risāla fī l-aqḍiya / ‚Das Sendschreiben über die Rechtsregeln‘ hatte wahrscheinlich Anweisungen an die Richter in den islamischen Provinzen zum Inhalt.
- Sein von den Biographen genanntes Sendschreiben an den ägyptischen Rechtsgelehrten und Traditionarier al-Laith ibn Saʿd geht wahrscheinlich auf die Korrespondenz zwischen beiden Gelehrten zurück. Es ist in der Forschung mehrfach erörtert,[24] aber erst 1995 publiziert und kommentiert worden.

Die Authentizität dieser Schriften wird sowohl von der europäischen Forschung als auch von muslimischen Gelehrten – wie das oben genannte Sendschreiben an den Kalifen Hārūn ar-Raschīd durch as-Suyūtī – im Allgemeinen angezweifelt.
- Die juristischen Rechtsfragen al-Masāʾil / المسائل, die er außerhalb seines Hauptwerkes in Form der Quaestiones et responsiones beantwortet hatte, sind in der fünfzehn Bände umfassenden Mudawwana des Sahnūn ibn Saʿīd in der Überlieferung des oben genannten Ibn al-Qāsim al-ʿUtaqī erhalten und dürften authentisch sein.

Die malikitische Rechtsschule hat sich im frühen 9. Jahrhundert vor allem in Ägypten, Nordafrika und im islamischen Spanien (al-Andalus/Andalusien) durch die Vermittlung der Lehren Māliks im Kreis seiner zahlreichen Schüler verbreitet. Neben seinem oben genannten Hauptwerk – in der Rezension seiner Schüler – sind seine Lehrmeinungen in zum Teil umfangreichen Rechtswerken der Folgegenerationen erhalten. Sein Muwattaʾ ist bis ins 11. Jahrhundert durch malikitische Gelehrte kommentiert worden, wodurch die malikitische Rechtslehre ihre inhaltliche Erweiterung und Ausformung erfuhr.

## Rechtliche Positionen
Eine Besonderheit von Mālik im Eherecht war, dass er Stipulationen von der Art, dass der Mann sich gegenüber der Frau verpflichtet, keine weitere Frau zu heiraten oder keine Konkubine zu nehmen, für null und nichtig hielt. Anders sah er die Sache nur dann, wenn der Mann diesbezüglich gelobt hatte, sie zu verstoßen oder freizulassen. In diesem Fall war der Mann dazu verpflichtet, sein Gelübde zu erfüllen.

## Sammlungen von Hadithen, die auf Mālik zurückgeführt werden
Zwischen dem 9. und 13. Jahrhundert haben Traditionarier Ḥadīṯe zusammengestellt, die auf die Überlieferungen Māliks zurückgeführt werden konnten. Diese Ḥadīṯe sind entweder in seinem Muwaṭṭaʾ oder außerhalb desselben mit vollständigen Isnaden erhalten. Aus sieben Sammlungen aus vier Jahrhunderten hat man insgesamt 532 Ḥadīṯe in einem Band zusammengefasst und ausführlich kommentiert. Jede dieser Sammlungen trug den Titel: عوالي حديث مالك بن أنس / ʿAwālī ḥadīṯ Mālik ibn Anas / ‚Die hohen Hadithe überliefert von Mālik ibn Anas‘, wobei „hoch“ die Tatsache bezeichnet, dass die Überliefererkette (Isnad) möglichst wenige Glieder umfasst, was man gemeinhin als Ausweis einer hohen Verlässlichkeit der jeweiligen Überlieferung ansah. Diese mit einem „hohen“ Isnad auf den Propheten Mohammed zurückgeführten Überlieferungen nannte man in der Ḥadīth-Wissenschaft ḥadīṯ ʿālī (Plural: ʿawālī). Die älteste dieser Sammlungen geht auf Hischām ibn ʿAmmār b. Nuṣair (770–859), einen bekannten Traditionarier und Koranleser zurück, der als Prediger in der Hauptmoschee von Damaskus (Umayyaden-Moschee) gewirkt hat.